# Little Big Shots
Little Big Shots là một loạt chương trình truyền hình tạp kỹ của Mỹ. Được đồng sáng tạo và sản xuất bởi Steve Harvey và Ellen DeGeneres, với Harvey làm người dẫn chương trình, chương trình này giới thiệu những đứa trẻ thể hiện tài năng và tham gia vào cuộc trò chuyện với Harvey. Bộ phim đã được NBC đặt hàng vào tháng 5 năm 2015 cho phần đầu tiên gồm tám tập, được công chiếu vào ngày 8 tháng 3 năm 2016.
Vào ngày 14 tháng 3 năm 2016, NBC đã gia hạn loạt chương trình cho mùa thứ hai, được công chiếu vào ngày 5 tháng 3 năm 2017. Chuỗi chương trình dài kỳ này đã được đổi mới cho mùa thứ ba, được công chiếu vào ngày 18 tháng 3 năm 2018. Một tập phim kỳ nghỉ đặc biệt được phát sóng vào tháng 12 năm 2018. Vào tháng 5 năm 2019, gần một năm sau khi mùa thứ ba kết thúc phát sóng, có thông báo rằng loạt phim đã được gia hạn cho mùa thứ tư và Melissa McCarthy sẽ thay thế Harvey làm người dẫn chương trình mới.